# خوريكوم
خوريكوم Gorinchem  هي مدينة وبلدية غرب هولندا، في مقاطعة جنوب هولندا.

## طوبوغرافيا
خريطة طوبوغرافية هولندية لبلدية خوريكوم، سبتمبر 2014، (تقرأ بعد ثلاث نقرات على الخريطة).

## توأمة
لخوريكوم اتفاقيات توأمة مع كل من:
- لكة
- سينت نيكلاس
- Gangjin County [الإنجليزية]‏

## معرض الصور

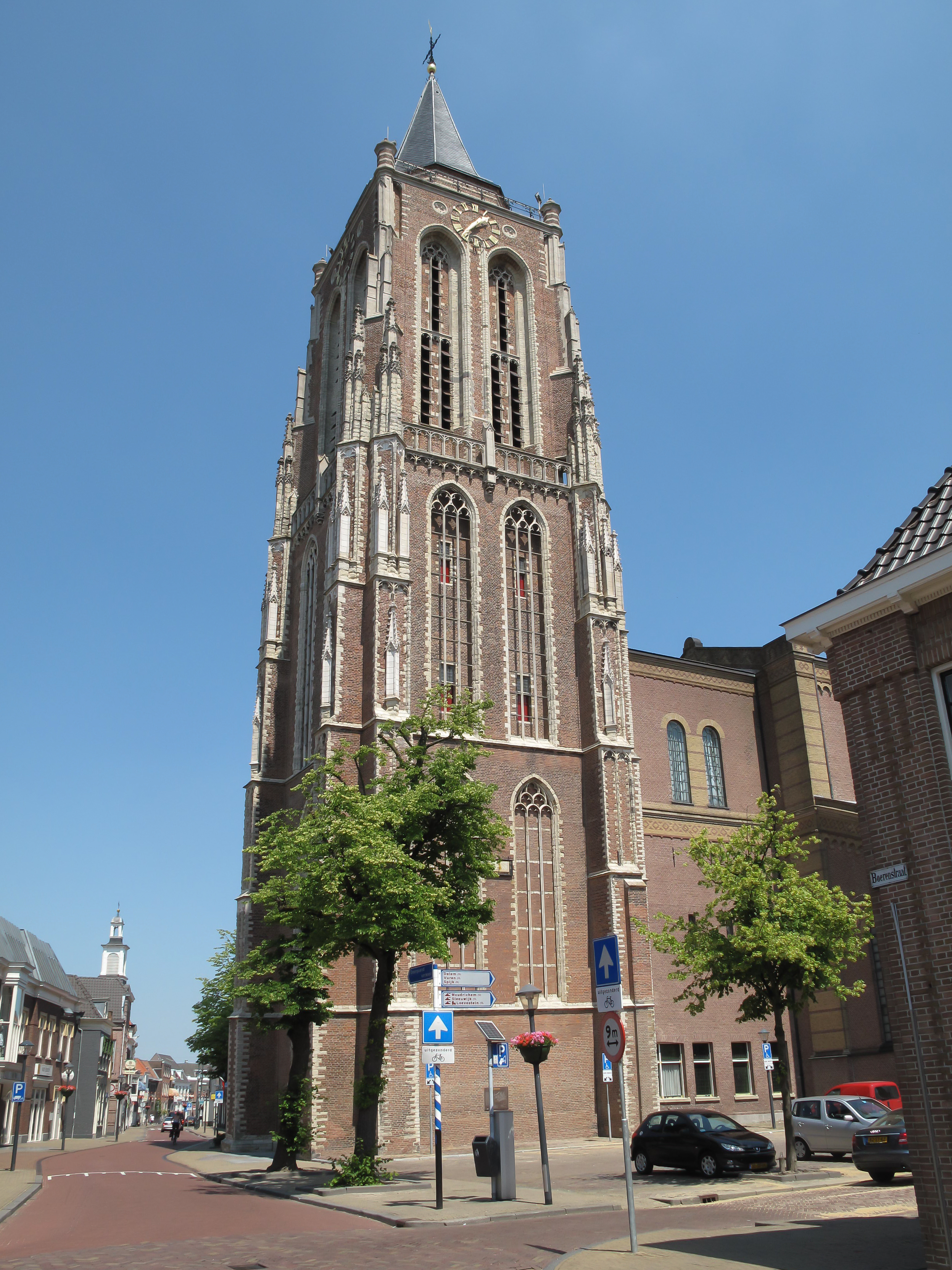
Gorinchem, church: de Grote Kerk
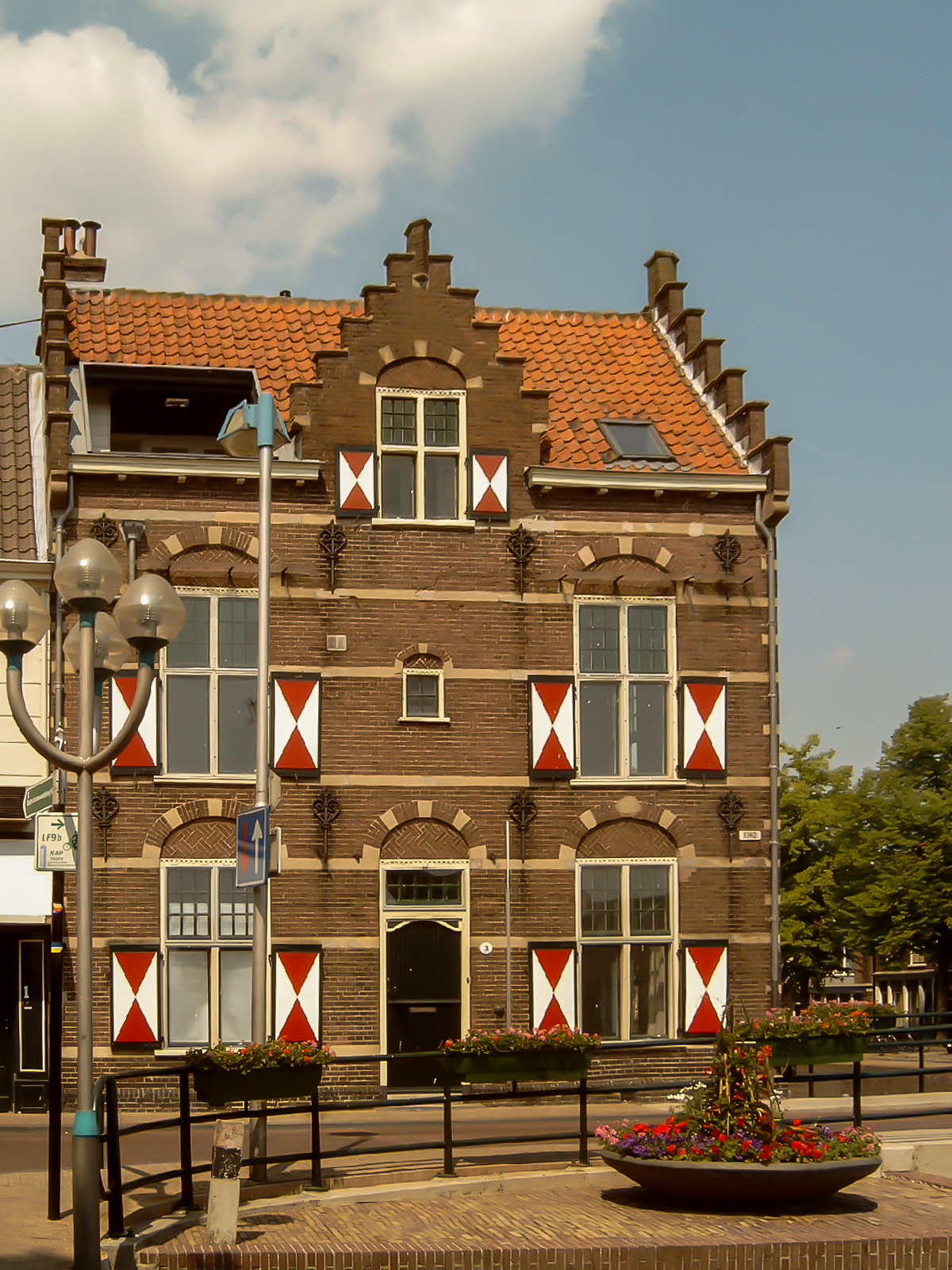
Gorinchem, monumental building
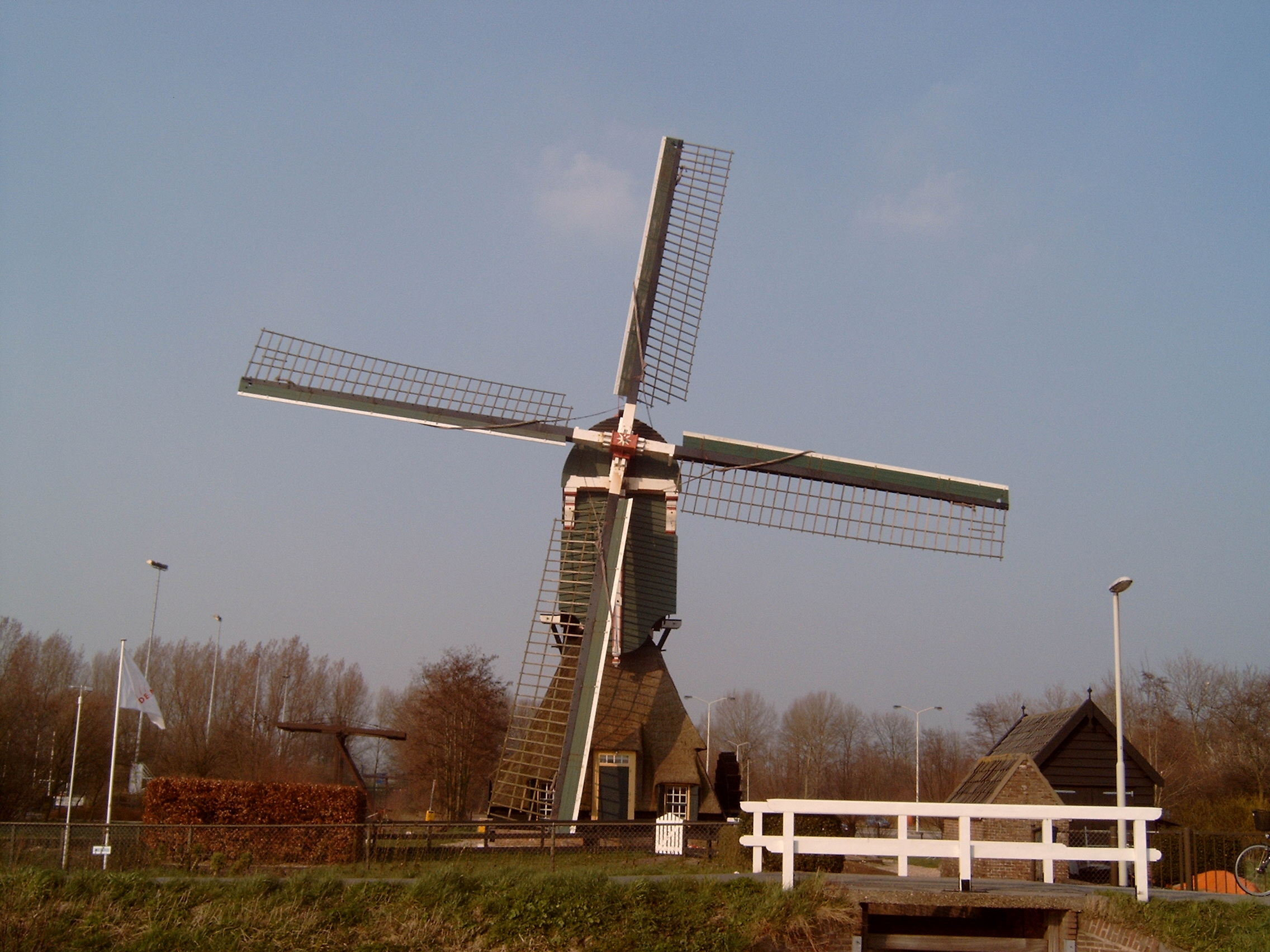
Gorinchem, windmill
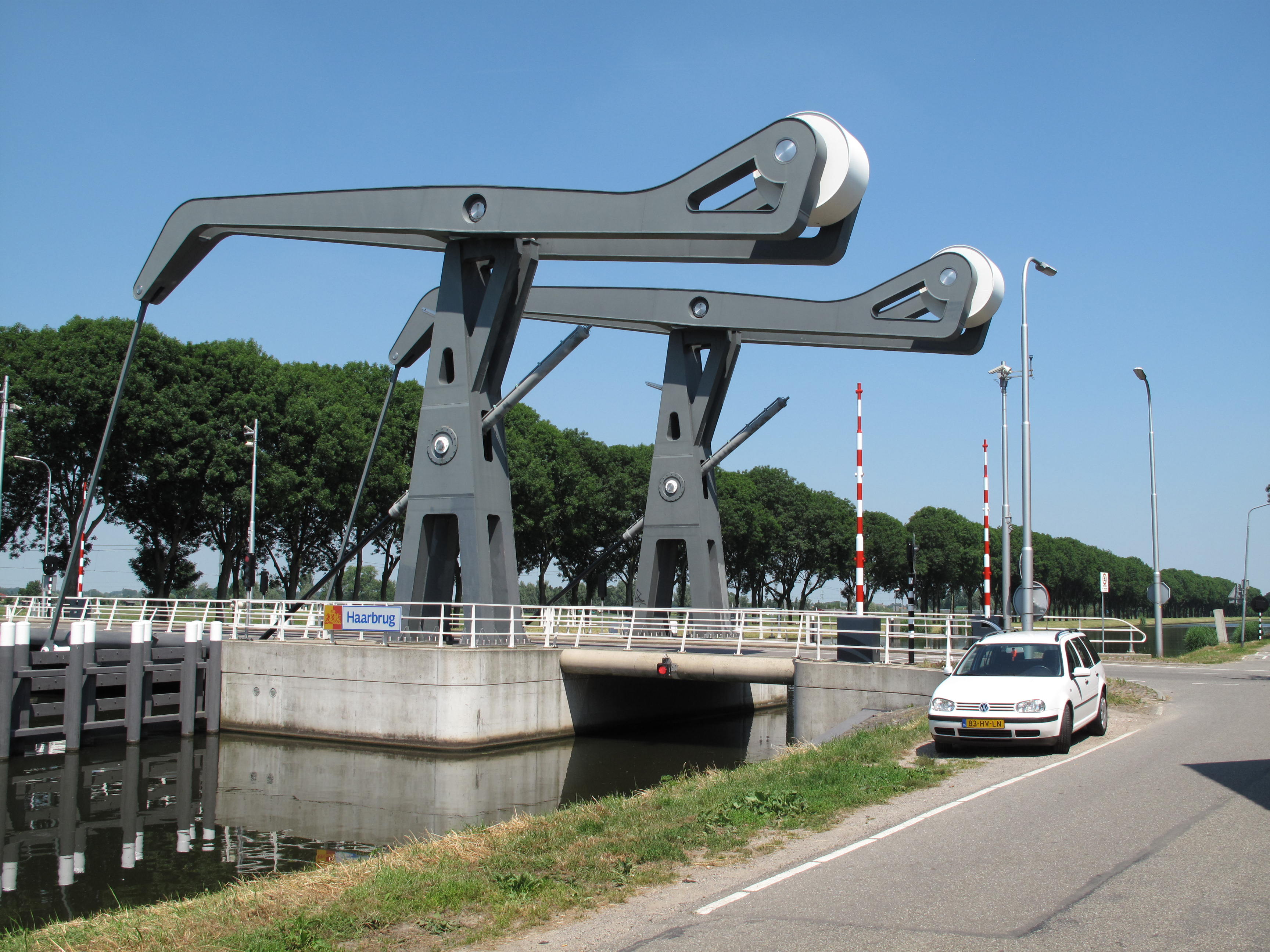
between Gorinchem and Arkel, bridge: de Haarbrug

## أعلام
- إبراهام بلومارت
- جان بيترز
- ياري شورمان
- كيس دي كورفر
- دواين غرين
- ماريا سواننبيرغ
- هندريك هامل